# Axogum
Axogum (em iorubá: Axogun) axogum, ogã de faca ou mão de faca é um sacerdote do candomblé. É um dos cargos mais importantes e de muita responsabilidade: é um especialista no que faz, é o ogã encarregado do sacrifício dos animais votivos nas cerimônias do Candomblé Jeje, Candomblé Queto e em terreiros de Umbanda que possuem tal prática. O atoaxogum é o seu ajudante e substituto. O cargo de tata quivanda no candomblé banto é semelhante ao do axogum.
Deve ser pessoa de absoluta confiança do líder religioso, precisa ter boa memória, saber as técnicas complexas para a execução de suas tarefas, não pode cometer nenhum erro. 
Dependendo do prestígio do axogum, poderá ser convidado por outros sacerdotes de outras casas para exercer suas funções em caso de grandes obrigações.